# Мезенцов, Иван Фёдорович
Иван Фёдорович Мезенцов (ок. 1732 — 2 (14) октября 1813) — архангельский губернатор, действительный статский советник.
Его брат — Пётр фёдорович Мезенцов, правитель Вологодского наместничества.

## Биография
Сын беспоместного смоленского дворянина, секретаря смоленской губернской канцелярии Фёдора Андреевича Мезенцова. 
Состоял на службе с 1747 года.
- 1764—1776 воевода в Белом;
- 1776—1778 асессор Гражданской палаты Смоленского наместничества;
- 1778—1780 надворный советник Гражданского суда;
- 1780—1783 советник правителя Смоленского наместничества;
- 1783—1796 председатель Смоленской уголовной палаты, статский советник;
- с 26 ноября 1797 по 23 февраля 1799 года — смоленский вице-губернатор;
- С 23 февраля 1799 по 25 июня 1802 года — архангельский гражданский губернатор, действительный статский советник.

Награждён орденом Св. Владимира 3-й степени (1787) и орденом Св. Анны 2-й степени.
Его дети: Николай, подполковник артиллерии; Михаил (1770—1848), генерал-лейтенант.